# Banco de Agua Blanca
Banco de Agua Blanca är en ort i Mexiko.   Den ligger i kommunen Tlaltenango de Sánchez Román och delstaten Zacatecas, i den centrala delen av landet, 500 km nordväst om huvudstaden Mexico City. Banco de Agua Blanca ligger 2 146 meter över havet och antalet invånare är 217.
Terrängen runt Banco de Agua Blanca är lite bergig. Runt Banco de Agua Blanca är det ganska glesbefolkat, med 30 invånare per kvadratkilometer. Närmaste större samhälle är Tlaltenango de Sánchez Román, 17,6 km nordväst om Banco de Agua Blanca. I omgivningarna runt Banco de Agua Blanca växer huvudsakligen savannskog.